# اچ‌پی‌بی
اچ‌پی‌بی (انگلیسی: Hrvatska poštanska banka) شرکت خدمات مالی و بانکداری کروات است، که در سال ۱۹۹۱ توسط شرکت پست کرواسی تأسیس شد.